# Enzo Loiodice
Enzo Lilian Marin Loiodice (París, 27 de noviembre de 2000) es un futbolista francés. Juega de centrocampista y su equipo actual es la U. D. Las Palmas de la Segunda División de España.

## Trayectoria
Loiodice se unió a la cadena filial del Dijon FCO en 2015, procedente del FC Gobelins. Hizo su debut profesional con el primer equipo en la Ligue 1 ante el Girondins de Burdeos el 28 de abril de 2018. El 3 de julio de 2018 firmó su primer contrato profesional con el Dijon por tres años.
El 29 de enero de 2020 fue cedido al Wolverhampton Wanderers de la Premier League. Sin embargo, la pandemia de COVID-19 hizo que la competición se suspendiera en Inglaterra y regresó a Francia a principios de junio.
En agosto de 2020 firmó un contrato de tres temporadas con la U. D. Las Palmas de la Segunda División de España. En enero de 2023, con 62 partidos disputados, renovó su vinculación con el club isleño por dos temporadas más. En esa temporada 2022-23 fue parte activa del ascenso a Primera División, como titular habitual y aportando 4 goles y 3 asistencias.
Tras finalizar su primera temporada en la máxima categoría del fútbol español amplió su contrato, por segunda vez, hasta 2026.

## Clubes
| Club                                   | País       | Año       |
| -------------------------------------- | ---------- | --------- |
| Dijon F. C. O.                         | Francia    | 2018-2020 |
| Wolverhampton Wanderers F. C. (cesión) | Inglaterra | 2020      |
| U. D. Las Palmas                       | España     | 2020-     |